# 미야노사와역
미야노사와역(일본어: 宮の沢駅)은 일본 홋카이도 삿포로시 니시구에 위치한 삿포로 시영 지하철의 역이다.

## 역 구조
1면 2선의 섬식 승강장이다. 전차는 신삿포로 방향 전철기에서 빈 공간의 플랫폼에 진입하고 회차 운전을 실시한다. 서쪽은 유치선이고, 각 1편성씩 유치가 가능하다(선로 변환기는 설치되지 않았다). 승강장과 개찰구 사이에는 엘리베이터와 에스컬레이터가 설치되어 있다. 에스컬레이터는 오도리 역 등과 달리, 상행과 하행에서 반대로 설치되어 있다. 출구는 7곳이 있고 지상으로 연결되는 엘리베이터는 1,4,6번 출입구에 설치되어 있다. 5번 출입구와 버스 터미널의 통로는 길고 이 사이에는 삿포로 시영 지하철 역에서 유일하게 무빙워크가 있다. 1번 출입구는 난보쿠 선 아사부 역 1번 출입구처럼 계단을 한번 내렸다가 다시 올라가는 구조로 되어 있으며 출구로 통하는 통로 중에도 통로 이동을 위한 엘리베이터가 존재한다. 방범의 사정 상으로, 23시 30분 이후에는 폐쇄된다. 정기권 매장이 설치되어 있다.

#### 타는 곳
| 1・2 | 도자이 선 | 오도리·시로이시·신삿포로 방면 |

## 이용 현황
삿포로 시 교통국의 조사에 따르면 2015년도 1일 평균 승차 인원은 13,535명으로 약간의 증가 경향에 있다.
최근 1일 평균 승차 인원의 추이는 다음과 같다.
| 연도 | 1일 평균 승차 인원 |
| ---- | ------------------ |
| 2008 | 11,608             |
| 2009 | 11,374             |
| 2010 | 11,445             |
| 2011 | 11,635             |
| 2012 | 12,071             |
| 2013 | 12,493             |
| 2014 | 13,098             |
| 2015 | 13,535             |

## 역 주변
핫사무・미야노사와・니시마치키타의 세 지구가 서로 맞닿는 곳에 입지하고 있다.
- 국도 제5호선
- 니주욘켄테이네도리
- JR홋카이도 하코다테 본선 핫사무역
- 삿손 자동차도 삿포로니시 나들목
- 세이유 미야노사와 점 (직결)
- 삿포로 시 평생 학습 센터 에어리어 (직결)
- 삿포로 시 니시 구 체육관・온수 수영장
- 삿포로 시 데이네 기념관
- 삿포로 미야노사와 우체국
- 홋카이도 은행 미야노사와 지점
- 호쿠요 은행 미야노사와 지점・미야노사와추오 지점
- 홋카이도 오노 기념 병원
- 가미테이네 신사

## 역사
- 1999년 2월 25일: 영업 개시.
- 2008년 8월 30일: 6000형 전동차 은퇴 기념식 개최.
- 2009년 3월 3일: 스크린도어 사용 개시.

## 사진

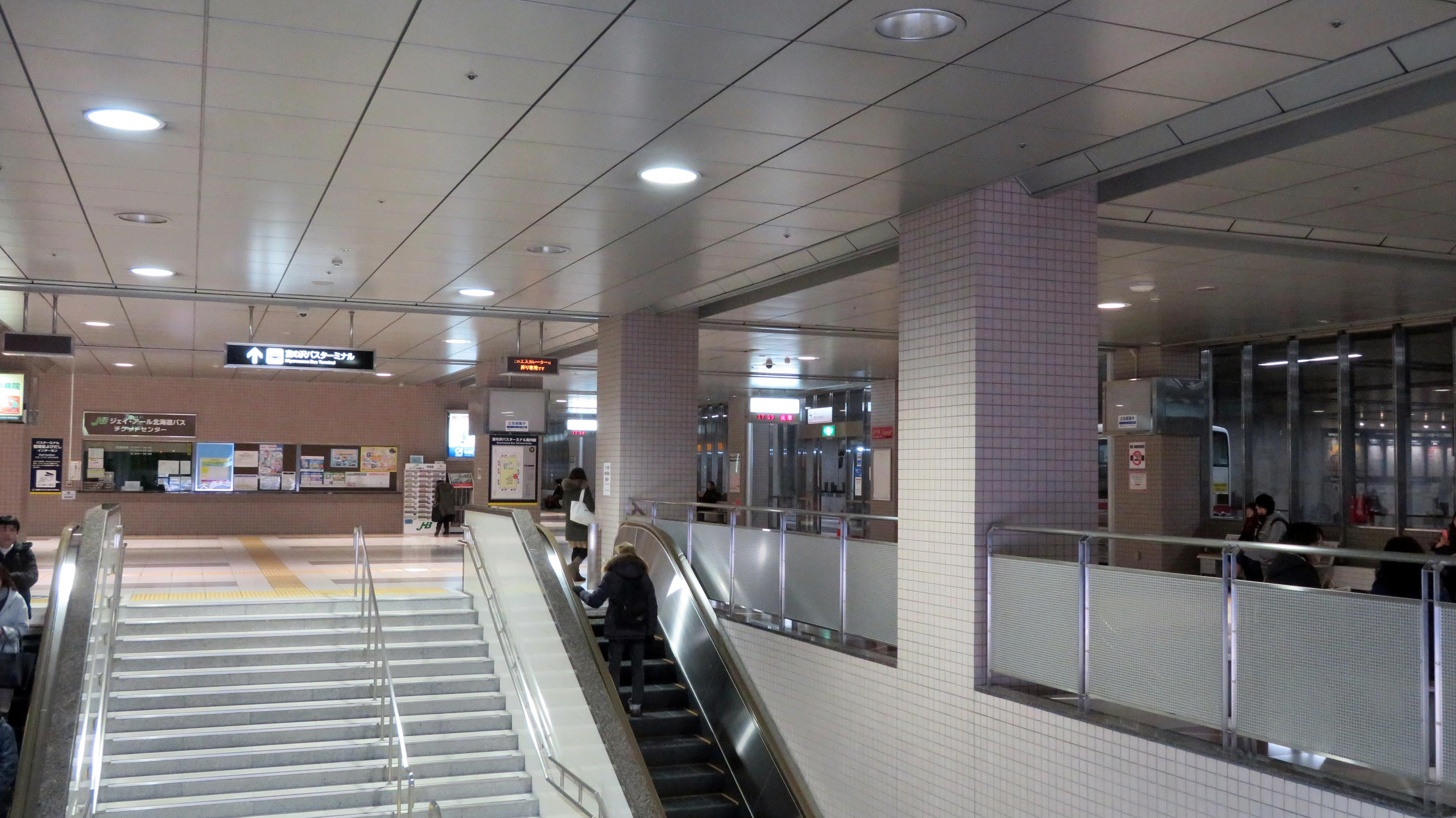
미야노사와 역 버스 터미널

## 인접 역
| 삿포로 시 교통국 지하철 도자이 선 | 삿포로 시 교통국 지하철 도자이 선 | 삿포로 시 교통국 지하철 도자이 선 |
| --------------------------------- | --------------------------------- | --------------------------------- |
| 시·종착역                         | ● 도자이 선                       | T02 핫사무미나미 신삿포로 방면    |